# Revista de notícias
A revista de notícias é uma revista de papel, digitado, impresso e publicado, ou um programa de rádio ou televisão, geralmente semanal, com artigos ou segmentos sobre os acontecimentos atuais. Revistas de notícias em geral, vão mais a fundo nas histórias que os jornais ou programas de televisão, tentando dar ao leitor uma compreensão do contexto circundante de eventos importantes, ao invés de apenas os fatos.
A maior parte das revistas de notícias se dedicam ao jornalismo investigativo, ou de investigação, à prática de reportagem especializada em desvendar mistérios e fatos ocultos do conhecimento público, especialmente crimes e casos de corrupção, que podem eventualmente virar notícia.
No Brasil a revista Veja é uma das mais conhecidas revistas deste gênero, como a revista Época e a IstoÉ. Em Portugal a revista Visão é uma das mais conhecidas. Todas estas revistas tem como modelo as revistas estadunidenses Time e Newsweek.

## Critérios para a revista impressa
- Publicação semanal (para diferenciá-lo de jornais ou revistas mensais ou trimestrais)
- Principalmente mensagens políticos, geral e outros (para diferenciá-lo de revistas de negócios)
- A ênfase do texto (para distingui-lo de revistas atuais)
- Forma de uma revista (para distingui-lo de semanários)
- Imprensa popular (para distingui-lo de boletins)